# Cellulofon
Cellulofon – instrument muzyczny z grupy elektrofonów elektromechanicznych wynaleziony przez francuskiego inżyniera Pierre’a Toulona w 1927. Był to instrument optoelektryczny. Prąd o odpowiednim przebiegu generowany był przez element fotoelektrycznym pobudzany światłem lampy przechodzącym przez otwory lub nacięcia w wirującej tarczy. Tarcza dla najniższego dźwięku posiadała 54 nacięcia. Zastosowanie dysków o różnej charakterystyce pozwalało uzyskać dźwięki o różnej barwie. Ze względu na zastosowane rozwiązania techniczne i naturę dźwięków muzycznych, twórcom instrumentu nie udało się uzyskać czystych tonów dla wszystkich dźwięków oktawy, co spowodowało bardzo ograniczone zastosowanie instrumentu.
Dźwięk instrumentu przypominał brzmienie organów.